# Ласло Рац
Ласло Рац (угор. Rátz László; 9 квітня 1863, Шопрон — 30 вересня 1930, Будапешт) — угорський вчитель математики, найбільш відомий тим, що викладав предмет Джону фон Нейману і нобелівському лауреату Євгенію Вігнеру. Рац був «легендарним» вчителем школи Фашорі — будапешської лютеранської гімназії і найбільш відомої середньої школи Угорщини.